# Amstel Gold Race 1992
De 27ste editie van de Amstel Gold Race vond plaats op 25 april 1992. Het parcours, met start in Heerlen en finish in Maastricht, had een lengte van 247,5 kilometer. Aan de start stonden 168 renners, waarvan 82 de finish bereikten.
Ten opzichte van 1991 wordt het parcours wederom flink gewijzigd. Toegevoegd worden de hellingen Bemelerberg, Doodeman, Schweiberg, Bovenste Bosch, Gemmenich, Drielandenpunt, Camerig, Kruisberg, Brakkenberg en Vrakelberg. De Ubachsberg, Hulsberg, Mingersberg, Rasberg en Fromberg verdwijnen uit het parcours. Daarnaast is er een korte passage over Duits grondgebied bij Gangelt onder Sittard en passages door het Belgische Teuven en Sippenaeken.

## Verloop
De gehele koers zijn er diverse ontsnappingen, zonder succes. Op de Cauberg zet Maurizio Fondriest fors aan, alleen Uwe Ampler kan volgen. Hij schakelt echter verkeerd en zijn ketting ligt er af. Fondriest rijdt solo door richting Maastricht, maar wordt op 8 kilometer voor de finish teruggepakt. Olaf Ludwig wint de sprint van het peloton.

## Hellingen
De 24 hellingen gerangschikt op voorkomen op het parcours.

| 1. Toupsberg 2. Raarberg 3. Bemelerberg 4. Brakkenberg 5. Dode Man 6. Schweiberg 7. Gulperberg 8. Koning van Spanje 9. Bovenste Bosch 10. Gemmenicherweg 11. Drielandenpunt (Belgische kant) 12. Camerig | 13. Kruisberg 14. Vrakelberg 15. Vijlenerbos 16. Eperheide 17. Piemert 18. Sint-Pietersberg 19. Daalhemerweg 20. Eyserbosweg 21. Fromberg 22. Sibbergrubbe 23. Cauberg 24. Berg |

## Uitslag
| rang | renner                  | land      | tijd       |
| ---- | ----------------------- | --------- | ---------- |
| 1    | Olaf Ludwig             | Duitsland | 6u 27' 30" |
| 2    | Johan Museeuw           | België    | z.t.       |
| 3    | Dmitri Konysjev         | Rusland   | z.t.       |
| 4    | Jean-Claude Colotti     | Frankrijk | z.t.       |
| 5    | Luc Roosen              | België    | z.t.       |
| 6    | Vadim Chabalkine        | Rusland   | z.t.       |
| 7    | Gilbert Duclos-Lassalle | Frankrijk | z.t.       |
| 8    | Guido Bontempi          | Italië    | z.t.       |
| 9    | Jelle Nijdam            | Nederland | z.t.       |
| 10   | Gert-Jan Theunisse      | Nederland | z.t.       |

1966 · 1967 · 1968 · 1969 · 1970 · 1971 · 1972 · 1973 · 1974 · 1975 · 1976 · 1977 · 1978 · 1979 · 1980 · 1981 · 1982 · 1983 · 1984 · 1985 · 1986 · 1987 · 1988 · 1989 · 1990 · 1991 · 1992 · 1993 · 1994 · 1995 · 1996 · 1997 · 1998 · 1999 · 2000 · 2001 · 2002 · 2003 · 2004 · 2005 · 2006 · 2007 · 2008 · 2009 · 2010 · 2011 · 2012 · 2013 · 2014 · 2015 · 2016 · 2017 · 2018 · 2019 · 2020 · 2021 · 2022 · 2023 · 2024 · 2025

Lijst van beklimmingen